# フリチョフ・ナンセン (フリゲート)
フリチョフ・ナンセン（ブークモール：KNM Fridtjof Nansen, F 310）は、ノルウェー海軍のフリゲート。フリチョフ・ナンセン級フリゲートの1番艦。艦名は探検家および政治家であったフリチョフ・ナンセンに由来する。

## 艦歴
「フリチョフ・ナンセン」は、スペイン企業のナバンティアフェロル造船所で建造され、2003年4月9日起工、2004年6月3日進水、2006年4月5日に就役する。
2009年2月26日、ノルウェー政府は海賊事件が頻発しているソマリア沖・アデン湾への軍艦派遣を決定し、同年8月1日から欧州連合主導のアタランタ作戦参加し半年間の護衛任務に就く。臨検任務に対応するため海軍猟兵コマンドーが同乗している。アタランタ作戦参加にあたり新型艦載ヘリコプターNH90の配備が遅れているため常備艦載機は無しで当分の間を過ごすことになる。代替手段として2隻の複合艇（RHIBs）が装備され、スエズ運河通過後同年8月14日から実働作戦を開始し、早くも8月22日早朝には漁具を持たない不審漁船を調査中に武器を発見し乗員7人を一時拘束し、その後武器を押収の上でオランダ軍司令官と協議の結果、証拠不十分として水食料を与え解放した。正午には海上自衛隊のP-3C哨戒機による通報を受け、最寄りの位置にあったオランダ海軍フリゲート「F805 エヴェルトセン」からヘリコプターが発艦し、ソマリアから115海里でイエメン沿岸から42海里付近の現場に向けて急行し、不審船は戦うこと無く投降した。
沿岸戦隊フリゲート隊に所属し、ハーコンスヴァーン海軍基地を母港としている。